# Smith Rocks
Smith Rocks är en kulle i Antarktis. Den ligger i Östantarktis. Australien gör anspråk på området.
Terrängen runt Smith Rocks är huvudsakligen kuperad, men den allra närmaste omgivningen är varierad. Havet är nära Smith Rocks åt nordväst. Trakten är glest befolkad. Närmaste befolkade plats är Mawson Station, 11,0 kilometer sydväst om Smith Rocks. 